# Fernando Henrique (ur. 1983)
Fernando Henrique dos Anjos (ur. 25 listopada 1983 w Bauru) – brazylijski piłkarz występujący na pozycji bramkarza. Były reprezentant reprezentacji Brazylii.

## Życiorys

### Kariera klubowa
Fernando Henrique rozpoczął piłkarską karierę w brazylijskim klubie Fluminense FC. W roku 2008 dotarł z Fluminense do finału Copa Libertadores, w którym klub z Rio de Janeiro przegrał z ekwadorskim LDU Quito. Na arenie krajowej Fernando Henrique zdobył z Fluminense Puchar Brazylii 2007, mistrzostwo Stanu Rio de Janeiro – Campeonato Carioca 2002 i 2005 oraz Puchar Rio de Janeiro – Taça Rio 2005. W 2010 roku zdobył z Fluminense mistrzostwo Brazylii. W tym sezonie Fernando Henrique wystąpił w 17 spotkaniach. W styczniu 2011 opuścił Fluminense, w którym rozegrał 264 mecze i został zawodnikiem Ceary Fortaleza. Cearą spadł do drugiej ligi w grudniu 2011. Następnie był zawodnikiem brazylijskich klubów: América FC (Natal), Esporte Clube Internacional (SC), Clube do Remo, Villa Nova AC, ponownie Ceará SC, Clube de Regatas Brasil i EC Santo André.

### Kariera reprezentacyjna
Fernando Henrique z reprezentacją Brazylii U-20 w 2003 roku zdobył mistrzostwo świata U-20.
Jedyny występ w dorosłej reprezentacji canarinhos Fernando Henrique zaliczył 18 sierpnia 2004 na stadionie Stade Sylvio Cator (Port-au-Prince, Haiti) w wygranym 6:0 meczu towarzyskim z reprezentacją Haiti, gdzie wszedł w 62 min. za Júlio Césara.